# 紐約泛歐證券交易所
紐約泛歐證券交易所（英語：NYSE Euronext）是一家曾經存在的證券市場營運商，由紐約證交所和泛歐交易所在2007年4月合併而成，當時是全球最大的股票市場之一，總部位於紐約。2013年，紐約泛歐證券交易所被洲際交易所集團收購，並且獲得主管機關批准。此後紐約泛歐證券交易所結束營運，不復存在；自開業到結束將近六年。紐約證交所和泛歐交易所作為洲際交易所集團的子公司，依然繼續營運。

## 簡介
紐約證券交易所以1366個紐交所席位，80177股合併後的紐約證券交易所集團股份；及每席30萬美元，70517美元的分紅收購從事電子化的交易平臺的群島控股，於2006年3月7日完成收購，並以紐約證券交易所集團之名翌日在美國上市，後在2007年4月完成以1股泛歐證券交易所股票的持有人可換取0.98股合併後的新交易所的股份，另加現金21.32歐元。而每股紐交所現有持股人，也可換取一股新交易所的股份，組成紐約泛歐證券交易所，並成為首個全球性的交易平台。合併後促成美國證券商協會與紐約證券交易所有關會員監管、執行和仲裁的部門合併成金融業監管機構。
由英國政府成立的獨立委員會2013年7月9日宣布，紐約泛歐交易所（簡稱紐交所）以象徵式1英鎊接手倫敦銀行同業拆息（Libor）計算及報價有關管理工作，藉此重建投資者對倫敦金融中心的信心。

## 旗下交易所
- 紐約證券交易所
- 倫敦國際金融期貨交易所
- 荷蘭阿姆斯特丹证券交易所
- 法國巴黎证券交易所
- 比利時布魯塞爾证券交易所
- 葡萄牙里斯本证券交易所
- NYSE MKT
- NYSE创业板（NYSE Alternext）
- NYSE Arca欧洲 (NYSE Arca Europe)
- 纽交所群岛交易所(NYSE Arca)
- 倫敦國際石油交易所

## 合併

### 泛歐交易所和紐約證交所集團
受納斯達克交易所於2006年4月公佈已持有倫敦證券交易所約14.9%股權刺激，紐約證交所集團於5月22日宣佈以80億歐元現金加股票方式購買泛歐證券交易所，並與德意志證券交易所較量爭奪泛歐證券交易所控制權，並宣佈不再提高收購價。翌日德意志證券交易所宣佈以86億歐元競購泛歐證券交易所，德意志證券交易所出價較紐約證交所集團多六億歐元，正當德意志證券交易所的收購建議公佈才一天，泛歐證券交易所旋即以吸引力為由，於5月25日否決與德意志交易所合併 。雖然泛歐證券交易所否決德意志交易所合併建議，清除障礙但仍要得到股東投票和監管機構的批准，而時任美國證券交易委員會主席考克斯對合併建議持正面評價，並預期年底完成審批。新公司名稱暫定為紐約泛歐證券交易所，總部將設在紐約市，而法國巴黎則成為紐約泛歐證券交易所在歐洲的主要交易平台，時任紐約證交所集團行政總裁約翰·塞恩將成新公司的行政總裁，負責利用因兩所交易所合併，而產生一個每天可提供超過21交易小時的環球股票及衍生產品交易平台。並曾考慮收購意大利證券交易所，後者在6月23日售予倫敦證券交易所。
2006年11月15日德意志證券交易所宣佈正式終止收購泛歐證券交易所，雖然她的出價比紐約證交所集團高，但亦隨她宣佈放棄而除去最後一個主要障礙。2006年12月19日98.2%泛歐交易所的股東批准與紐約證交所合併，其餘則批准與德意志證券交易所合併，
批准了這項交易由98.2％的保證金。其餘投了贊成票的德意志交易所報價。時任泛歐交易所行政總裁讓·弗朗索瓦·西奧多預計交易將在三，四個月後完成，翌日紐約證交所集團股東亦批准與泛歐交易所合併。所有審批通過後，2007年4月4日新公司的成立典禮同時在美國及歐洲舉行。
紐約泛歐交易所持有紐約證券交易所、泛歐交易所、NYSE Liffe、NYSE Arca、NYSE Arca Europe、NYSE Alternext、NYSE Amex、NYSE Liffe US,LLC (NYSE Liffe US)、NYSE Technologies, Inc (NYSE Technologies)、EasyNext、BlueNext, Free Market (Marché Libre) 和 SmartPool。
2012年2月歐盟委員會否決了德意志證券交易所和紐約泛歐證券交易所的合併劃計。

### 洲際交易所集團（ICE）收購紐約泛歐證券交易所
2012年12月21日美國洲際交易所（Inter Continental Exchange Inc.，ICE）以33%現金，金額上限為27億美元及67%4250萬股以換股方式進行。每股收購作價33.12美元，斥資82億美元，收購紐約泛歐證券交易所。收購完成，ICE會成為全球第三大期貨交易所，協議將包括ICE收購NYSE後，再出售NYSE於法國、荷蘭、比利時和葡萄牙的交易所業務。
交易將以現金和股換股方式進行，紐交所的股東有三種選擇：
1. 有權選擇以每股收取33.12美元；
2. 每股換取0.5281股ICE股票；
3. 現金和換股—每股收取11.27美元及0.1703股ICE股票。

紐約泛歐交易所將持有36%洲際交易所股份4250萬股。

## 外部連結
- 紐約泛歐交易所網站 （页面存档备份，存于）
- 洲際交易所網站